# Rågeleje
Rågeleje er en kyst- og sommerhusby i Nordsjælland med 700 indbyggere  (2024). Rågeleje er beliggende dels i Vejby Sogn og dels i Blistrup sogn ved Kattegat to kilometer sydvest for Udsholt Strand, to kilometer nordøst for Vejby Strand og 10 kilometer nord for Helsinge. Byen tilhører Gribskov Kommune og er beliggende i Region Hovedstaden.

## Historie

### Fiskerleje og sommerhusplantage
Rågeleje var oprindeligt et lille fiskerleje ved Nordsjællands kattegatkyst imellem Gilleleje og Tisvildeleje. Navnet betyder "Rågens bådeleje", hvor "Råge" angiveligt henviser til den nu forsvundne by, Roka. Senere er navnet forbundet med fuglen, rågen, som blandt andet var bomærke for Raageleje Kro. De første fiskere bosatte sig ved Højbro Åens udløb, som i dag er overdækket og ligger under landevejen. I henhold til jordebogen for Kronborg og Frederiksborg len 1582-83 havde Rågeleje 24 fiskere, som kun ydede fisk i landgilde. Højbro Å dannes sogneskel mellem Vejby og Blistrup sogne.
Der blev bygget en bølgebryder, som havet med tiden har ødelagt, der hvor fiskebådene blev trukket op på stranden. Det ældste fiskerhus stammer fra 1752. Feriegæster og turister begyndte at komme i starten af 1900-tallet og fra denne periode stammer mange af de smukke ejendomme, som stadig præger området . På et gammelt, detaljeret kort fra 1915, tegnet af Franz Sedivy, er de største ejendomme indtegnet sammen med oplysninger om ejerne, i vid udstrækning sommerresidens for velstillede københavnere. Af kortet fremgår også, at Rågeleje dengang havde både et badehotel og en kro. Trappen som kaldes Hoteltrappen fra stranden op ad skrænten til plantagen, førte oprindeligt op til Raageleje Badehotel der lå ved St. Orebjergvej 32, hotellet nedbrændte i november, 1951. Selve skrænten blev fredet allerede i 1940 på initiativ af grundejerlavet.

### Rågeleje Kro
Fra 1930'erne og op til slutningen af 1960'erne udgjorde Raageleje Kro et velkendt musiksted på nordkysten, især i sommermånederne. Da kunsthandler Børge Birch købte kroen i 1956 fik den tilnavnet Kunstner Kroen. I 1960 overtog forlagsboghandler Meier Johansen stedet og markedsførte det med en lang række særarrangementer og busture. Jazz-musikken var tidens populære toner og Rågeleje-jazz blev nærmest et velkendt varemærke. I slutningen af 1960'erne gik kroen imidlertid fallit og de faldefærdige bygninger blev, med henblik på at bygge et større hotel med ferielejligheder, overtaget af den lokale ejendomsmægler Helmer Petersen sammen med forretningsmanden Henrik Johansen. Inden det ny projekt blev søsat, blev kroen dog en enkelt sommer i 1969 anvendt som diskotek og spillested for ungdommen under navnet Raageleje Inn Club. I planerne indgik blandt andet et 21-etagers højhusprojekt, der dog blev forkastet af myndighederne og erstattet af en gennemgribende ombygning af den eksisterende kro. Kroen blev solgt og havde gennem 1970'erne en del forskellige forpagtere, der alle satte penge til på at drive den som et mondænt spisested med hotelværelser ovenpå. Den gik atter konkurs og blev i 1982 solgt på tvangsauktion til et konsortium. Kort efter brændte bygningerne og blev erstattet af de nuværende ferielejligheder.

### Cykelløb og kändisser
I perioden 1962 til 1988 har Hillerød Cykelklub arrangeret et årligt landevejs cykelløb under navnet "Rågelejeløbet".
Rågeleje har formentlig på grund af sine "ufolkelige" adgangsforhold været ret benyttet som sommerhusområde for kändisser. Lulu Ziegler havde i mange år sommerhus, et af de gamle fiskerhuse, i selve lejet, mens bl.a. Volmer Sørensen og Grethe Sønck flyttede til Rågeleje som fastboende omkring 1970. Tennisspilleren Torben Ulrich havde sommerhus på skrænten og arkitekt og jazzmusiker Max Brüel boede i flere år i huset Polytco, som ligger meget karakteristisk helt fremme ved stranden på det lange ellers facadeløse stykke strandvej øst for Rågeleje. Polytco var oprindeligt Raageleje Badehotels tepavillon ved foden af den såkaldte "hoteltrappe", efter hotelbranden blev pavillonen solgt og ombygget til sommervilla.

### Heather Hill
Sydvest for byen ligger Heather Hill, et lyngklædt område, hvor englænder Joseph Vincent i begyndelsen af det 20. århundrede opførte et sommerhus. Han opkaldte området efter sin hjemegn, og navnet har holdt ved siden. Området har været fredet siden 1960, efter at en del af området i en periode lige før, under og efter anden verdenskrig blev anvendt til militært øvelsesterræn.

### Strandvejen
Helt mod øst hvor Rågeleje Strandvej drejer ind og bliver til Udsholt Strandvej, ligger på strandsiden tre ens villaer bygget af muremester Schiønnemann til hans tre døtre for godt hundrede år siden. De lokale fiskere brugte dem som sømærke og kaldte dem Villaerne, det hed sig for eksempel: »Vi har sat garn henne på villaerne«. Senere blev de kendt som Trillingerne eller De Tre Søstre. I dag er de individuelt malede, og med hegn og vegetation omkring, men oprindeligt lå de helt frit og ens på stranden.

### Rågegården
I plantageområdet over for de tre ens villaer ligger Rågegården, tegnet af arkitekt Povl Baumann. Den er en af første danske bygninger inspireret af den engelske cottage-stil, opført i 1914 af grosserer Ottovan, der købte i alt 30 tønder land i 1914, hvorpå han også anlagde en større park omkring ejendommen.
Grosserer og generalkonsul Carl Glad og hustru Grethe Glad overtog ejendommen i 1930'erne. C.F. Glad, der var ejer af Toro Oil Corporation Denmark Limited A/S, Bredgade 76 i København og havde vinteradresse på Store Mariendal, Strandvejen 135 i Hellerup. Glad var i perioden december 1921 til januar 1932 østrigsk generalkonsul for Danmark og Island. Glad beplantede parkområdet med blomster og planter fra Sibirien, hvoraf de fleste senere er gået til.
I 1973 blev den solgt til Skov- og Naturstyrelsen. Parken er i dag åbnet for offentligheden og kaldes for Glads Have. Rågegården var ramme om spillefilmen Døden kommer til middag fra 1964 med bl.a. Poul Reichhardt og Helle Virkner, samt forskellige musik og kunstprojekter fra slutningen af 1970'erne og op i 1980'erne, blandt andre havde Sten Bramsen en periode lejet ejendommen.
Siden 2003 er Rågegården solgt og indrettet som en moderne sommerbolig for en dansk/amerikansk familie, Falkensteen Howard, istandsat med respekt for den oprindelige bygningsstil.

### Sommerhusudstykninger
Igennem 1960'erne blev mange af områdets gårde opkøbt og udstykket til sommerhus parceller. I dag er Rågeleje kendt som et stort sommerhusområde, der på denne strækning af kysten strækker sig tre til fire kilometer ind i landet, især strækningen langs Højbro Å.
Hvor der tidligere har været tre til fire købmænd i byen er der i dag (2009) kun en købmand tilbage, et supermarked i Anders Nielsens gamle købmandsgård.